# Grote Rivier (Narnia)
De Grote Rivier (Engels: the Great River) is een fictieve rivier uit De Kronieken van Narnia door C.S. Lewis. Hij wordt in vrijwel alle boeken van de Kronieken genoemd.

## Ligging en geografie
De Grote Rivier is de grootste rivier die door Narnia stroomt en ontspringt in de Wilde Landen van het Westen, waar is onbekend. Het komt door een waterval in het westen van Narnia, in de buurt van het Lantarenwoud, Narnia binnen. Deze plaats heet de Kookpotkolk (Engels: the Caldron Pool), de aap Draaier en de ezel Puzzel woonden er in de buurt.
De rivier loopt van het westen naar het oosten en komt bij Cair Paravel in de Grote Oostelijke Oceaan. Bij Beruna is een doorwaadbare plaats, tijdens de regering van koning Miraz lag daar een brug, maar deze is door Aslan vernietigd. Later, als Jill en Eustaas op weg zijn naar Cair Paravel, is er in plaats van een brug, een pont.
De Grote Rivier heeft verschillende zijrivieren. Van de meeste zijn de namen niet bekend, behalve één, de Reest (Engels: the Rush). Deze komt bij Beruna uit in de Grote Rivier